# Night Calls
Night Calls è un album di Joe Cocker. Il CD, registrato nel 1990, è stato distribuito nel 1991 in Europa e nel 1992 in USA, edito da Capitol Records.

## Tracce

### Versione europea (1991)
1. Love Is Alive (Gary Wright) - 3:57
2. Little Bit of Love (Paul Rodgers, Paul Kossoff, Simon Kirke, Andy Fraser) - 2:28
3. Please No More (Greg Hansen, David Egan) - 5:28
4. There's a Storm Coming (John Hadley, Wally Wilson) - 4:08
5. You've Got to Hide Your Love Away (John Lennon, Paul McCartney) - 5:03
6. I Can Hear the River (Don Dixon) - 4:51
7. Don't Let the Sun Go Down on Me (Elton John, Bernie Taupin) - 5:30
8. Night Calls (Jeff Lynne) - 3:28
9. Five Women (Prince) - 5:34
10. Can't Find My Way Home (Steve Winwood) - 3:29
11. Not Too Young to Die of a Broken Heart (Brent Bourgeois) - 4:19
12. Out of the Rain (Tony Joe White) - 4:38

### Versione USA (1992)
1. Feels Like Forever (Bryan Adams, Diane Warren) - 4:43
2. I Can Hear the River (Don Dixon) - 3:42
3. Now That the Magic Has Gone (John Miles) - 4:42
4. Can't Find My Way Home (Steve Winwood) - 3:29
5. Night Calls (Jeff Lynne) - 3:28
6. Don't Let the Sun Go Down on Me (Elton John, Bernie Taupin) - 5:30
7. Love Is Alive (Gary Wright) - 3:57
8. Five Women (Prince) - 5:35
9. Please No More (Greg Hansen, David Egan) - 5:28
10. Out of the Rain (Tony Joe White) - 4:38
11. You've Got to Hide Your Love Away (John Lennon, Paul McCartney) - 5:03
12. When a Woman Cries (Joshua Kadison) - 4:17